# Насир Бакуви
Насир Бакуви (азерб. Nəsir Bakuvi; XIII — XIV) — азербайджанский поэт.

## Биография
Сохранилась стихотворение Насира Бакуви на азербайджанском языке. Во время правления (1304—1316) султана Олджейту он посвятил ему панегирик. Али Дустзаде сомневается в его существовании.